# NGC 7448
NGC 7448 = Arp 13 ist eine Spiralgalaxie vom Hubble-Typ Sbc im Sternbild Pegasus am Nordsternhimmel. Sie ist schätzungsweise 106 Millionen Lichtjahre von der Milchstraße entfernt und hat einen Durchmesser von etwa 75.000 Lj. Die Supernovae SN 1997dt und SN 1980L wurden hier beobachtet.
Halton Arp gliederte seinen Katalog ungewöhnlicher Galaxien nach rein morphologischen Kriterien in Gruppen. Diese Galaxie gehört zu der Klasse Spiralgalaxien mit abgetrennten Abschnitten (Arp-Katalog).
Im selben Himmelsareal befinden sich u. a. die Galaxien NGC 7442, NGC 7454, NGC 7463, NGC 7465.
Das Objekt wurde am 16. Oktober 1784 von Wilhelm Herschel entdeckt.

## NGC 7448-Gruppe (LGG 469)
| Galaxie   | Alternativname | Entfernung/Mio. Lj |
| --------- | -------------- | ------------------ |
| NGC 7454  | PGC 70264      | 98                 |
| NGC 7464  | PGC 70292      | 92                 |
| NGC 7465  | PGC 70295      | 95                 |
| NGC 7468  | PGC 70332      | 101                |
| NGC 7448  | PGC 70213      | 106                |
| PGC 70285 | UGC 12313      | 98                 |
| PGC 70307 | UGC 12321      | 104                |
| PGC 70433 | UGC 12350      | 103                |